# Championnat d'Océanie de football des moins de 20 ans 1994
Navigation
Tahiti 1992 Tahiti 1997
Le championnat d'Océanie de football des moins de 20 ans 1994 est la dixième édition du championnat de l'OFC des moins de 20 ans qui a eu lieu à Suva, dans les îles Fidji du 24 septembre au 3 octobre 1994. L'équipe de Nouvelle-Zélande, titrée il y a 2 ans, remet son titre en jeu. Le vainqueur se qualifie directement pour la prochaine Coupe du monde qui aura lieu au Qatar.

## Équipes participantes
- Fidji - Organisateur
- Nouvelle-Zélande - Tenante du titre
- Australie
- Papouasie-Nouvelle-Guinée
- Tahiti
- Vanuatu
- Samoa occidentales
- Îles Salomon

## Résultats
Les 8 équipes participantes sont réparties en 2 poules. Au sein de la poule, chaque équipe rencontre ses adversaires une fois. À l'issue des rencontres, les deux premiers se qualifient pour la phase finale de la compétition, disputée en demi-finales et finale. 

### Groupe A
|   | Équipe       | Pts | J | G | N | P | BP | BC | Diff |
| - | ------------ | --- | - | - | - | - | -- | -- | ---- |
| 1 | Australie    | 9   | 3 | 3 | 0 | 0 | 17 | 0  | +17  |
| 2 | Îles Salomon | 6   | 3 | 2 | 0 | 1 | 5  | 7  | -2   |
| 3 | Tahiti       | 3   | 3 | 1 | 0 | 2 | 2  | 7  | -5   |
| 4 | Fidji        | 0   | 3 | 0 | 0 | 3 | 1  | 11 | -10  |

| 24 septembre 1994 | Australie    | 5 | 0 | Tahiti       |
|                   | Îles Salomon | 3 | 1 | Fidji        |
| 26 septembre 1994 | Australie    | 5 | 0 | Îles Salomon |
|                   | Tahiti       | 1 | 0 | Fidji        |
| 28 septembre 1994 | Australie    | 7 | 0 | Fidji        |
|                   | Îles Salomon | 2 | 1 | Tahiti       |

### Groupe B
|   | Équipe                    | Pts | J | G | N | P | BP | BC | Diff |
| - | ------------------------- | --- | - | - | - | - | -- | -- | ---- |
| 1 | Nouvelle-Zélande          | 9   | 3 | 3 | 0 | 0 | 11 | 1  | +10  |
| 2 | Vanuatu                   | 6   | 3 | 2 | 0 | 1 | 6  | 6  | 0    |
| 3 | Samoa occidentales        | 3   | 3 | 1 | 0 | 2 | 2  | 6  | -4   |
| 4 | Papouasie-Nouvelle-Guinée | 0   | 3 | 0 | 0 | 3 | 0  | 6  | -6   |

| 24 septembre 1994 | Nouvelle-Zélande   | 6 | 1 | Vanuatu                   |
|                   | Samoa occidentales | 2 | 0 | Papouasie-Nouvelle-Guinée |
| 26 septembre 1994 | Nouvelle-Zélande   | 3 | 0 | Samoa occidentales        |
|                   | Vanuatu            | 2 | 0 | Papouasie-Nouvelle-Guinée |
| 28 septembre 1994 | Nouvelle-Zélande   | 2 | 0 | Papouasie-Nouvelle-Guinée |
|                   | Vanuatu            | 3 | 0 | Samoa occidentales        |

### Demi-finales
| 1er octobre 1994 | Australie | 11 - 0 | Vanuatu | Suva, Fidji |  |
|                  |           |        |         |             |  |

| 1er octobre 1994 | Nouvelle-Zélande | 1 - 0 | Îles Salomon | Suva, Fidji |  |
|                  |                  |       |              |             |  |

### Match pour la3eplace
| 3 octobre 1994 | Îles Salomon    | 0 - 0 t.a.b. | Vanuatu | Suva, Fidji |  |
|                |                 |              |         |             |  |
|                | Tirs au but 4-2 |              |         |             |  |

### Finale
| 3 octobre 1994 | Australie | 1 - 0 | Nouvelle-Zélande | Suva, Fidji |  |
|                |           |       |                  |             |  |

- L'Australie se qualifie pour la prochaine Coupe du monde.